# Гривно (станция)
Гри́вно — железнодорожная станция Курского направления Московской железной дороги в городе Подольск Московской области, в микрорайоне Климовск. Входит в Московско-Курский центр организации работы железнодорожных станций ДЦС-1 Московской дирекции управления движением. По основному характеру работы является промежуточной, по объёму работы отнесена к 2-му классу.
Станция была открыта в 1865 году, до 1904 года носила название Климовка.
Останавливаются почти все электропоезда.

## Пассажирское сообщение
Пассажирское сообщение осуществляется электропоездами постоянного тока. Беспересадочное сообщение осуществляется (самые дальние точки на сентябрь 2022 года):
- на север до Шаховской;
- на юг до станции Тула-1 Курская.

Время движения от Курского вокзала — около 1 часа 9 минут.
До 2009 года станция была конечной для электропоездов, следовавших рейсами:
- Москва-Каланчёвская — Гривно;
- Дедовск — Гривно. Точнее конечную остановку для высадки из вагонов своих последних пассажиров эти электропоезда данных маршрутов производили на платформе Весенняя, далее затем резервом следовали до станции Гривно, и подъезжая к станции Гривно, они съезжали на правее(западнее от главных путей) расположенный путь для стоянки - вплотную с платформами станции Гривно на расположенном по близости к западу подъездном пути осуществлялась временная стоянка оборота электропоезда.

## Подъездные пути
К станции примыкают 4 подъездных пути. Из них только 1 обслуживается локомотивом РЖД, а остальные — ОАО «КАТК» (Климовский автотранспортный комбинат). Фактически КАТК является предприятием промышленного ж/д транспорта. В 80-е годы XX века объём грузовой работы станции мог достигать 5000 вагонов в месяц. На начало 2010-х годов месячная работа составляет от 2000 до 3500 вагонов в месяц за счёт обработки большого количества вагонов-автомобилевозов. К ЭЦ станции подключены 2 приёмо-отправочных и один выставочный путь. Также в пределах станции находятся 4 выставочных пути КАТК большой длины, используемых для расстановки вагонов по подачам. Эти пути не подключены к ЭЦ.
Подъездные пути КАТК, расходящиеся от станции Гривно, идут:
- на юг примерно на 6 км до расформированной воинской части, где сейчас находится газовый терминал;
- на юг примерно на 3 км на ПЗЦМ (Подольский завод цветных металлов — закрыт в 1990-е, его территория используется многочисленными коммерческими организациями с большим объёмом грузовой работы) и в депо КАТК;
- на север через Симферопольское шоссе и центр г. Климовска в восточную промзону (ЦНИИТочМаш, КБАЛ им. Л. Н. Кошкина[2], КБТМ), где сейчас расположены Климовский трубный завод и другие организации с небольшим объёмом работы;
- на север на территорию Климовского машиностроительного завода, которая, как и подъездные пути, используется фирмой «Народный пластик».

На станции 2 пассажирские платформы, соединённые пешеходным мостом в северной части и тоннелем в южной. Платформа на 2-м пути является береговой, а платформа на 1-м пути (от Москвы) — островной. Причём до начала 2000-х поезда, следующие на Москву, открывали двери на обе стороны. Но затем островная платформа была обрезана примерно на 0,5 м.
К западу от пешеходного моста располагается автобусная станция.
Внутригородские маршруты:
- № 1 до городка воинской части № 34608 (ул. Школьная, д. 50);
- № 3 в северо-восточную часть Климовска до ул. Циолковского, часть далее, в м/р Дубки;
- № 4 в гипермаркет «Globus».

Районные маршруты:
- № 29 до г. Подольска;
- № 62 до деревни Сертякино с конечной остановкой в г. Климовске, расположенной по адресу Фабричный проезд, д. 1 (часть рейсов при следовании в Сертякино к ст. Гривно не заезжают).

Междугородные маршруты:
- № 449 следует в Москву до станции метро «Лесопарковая»;
- № 868к следует в Москву до станции метро «Бульвар Дмитрия Донского» (отправляется с восточной стороны от станции).

В пешеходной доступности от станции находится Старое Симферопольское шоссе с большим количеством проходящих районных маршрутов в Белые Столбы, бывший пос. Львовский, Чехов, до Спортбазы и др.